# قطعنامه ۱۷۰۸ شورای امنیت
قطعنامه  ۱۷۰۸ شورای امنیت سازمان ملل متحد که در تاریخ ۱۴ سپتامبر ۲۰۰۶ تصویب شد، سندی بین‌المللی دربارهٔ بررسی وضعیت در ساحل عاج است. این قطعنامه طی نشست ۵۵۲۴ام با ۱۵ رای موافق، ۰ مخالف و ۰ ممتنع تصویب شد.